# 20846 Liyulin
20846 Liyulin este un asteroid din centura principală de asteroizi.

## Descriere
20846 Liyulin este un asteroid din centura principală de asteroizi. A fost descoperit pe 25 octombrie 2000 la Socorro, New Mexico, în cadrul proiectului LINEAR. Asteroidul prezintă o orbită caracterizată de o semiaxă mare de 2,26 ua, o excentricitate de 0,11 și o înclinație de 6,3° în raport cu ecliptica.